# World Series of Darts 2014
Die World Series of Darts 2014 war eine Serie von Einladungsturnieren der Professional Darts Corporation (PDC), die nach 2013 zum zweiten Mal ausgetragen wurde. Zu den zwei Events in Dubai und Sydney aus dem ersten Jahr kamen 2014 Turniere in Singapur und Perth hinzu.

## Format
An der Turnierserie nahmen pro Turnier acht bis 16 Spieler teil. Das Teilnehmerfeld setzte sich aus den sechs bestplatzierten Spielern der PDC Order of Merit sowie je zwei Wildcard-Spielern zusammen. Außerdem hatten in Singapur und Sydney je acht lokale Qualifikanten die Chance, sich mit den besten Spielern der Welt zu messen.
Die Turniere wurden im K.-o.-System gespielt. Spielmodus bei allen Turnieren war ein best of legs. Die Distanz der best of legs war bei den Turnieren unterschiedlich.

## Spielorte
Die zweite World Series of Darts wurde in den Vereinigten Arabischen Emiraten, Australien und Singapur ausgetragen.
| Dubai |

| Sydney |

| Perth |

| Singapur |

## Preisgeld
Beim Dubai Darts Masters 2014 wurden insgesamt $ 245.000 an Preisgeldern ausgeschüttet. Das Preisgeld verteilte sich unter den Teilnehmern wie folgt:
| Position (Anzahl der Spieler) | Position (Anzahl der Spieler) | Preisgeld |
| ----------------------------- | ----------------------------- | --------- |
| Gewinner                      | (1)                           | $ 65.000  |
| Finalist                      | (1)                           | $ 40.000  |
| Halbfinalisten                | (2)                           | $ 30.000  |
| Viertelfinalisten             | (4)                           | $ 20.000  |
|                               |                               |           |
|                               |                               | $ 245.000 |

Da es sich um Einladungsturniere handelte, wurden die erspielten Preisgelder bei der Berechnung der PDC Order of Merit nicht berücksichtigt.

## Teilnehmer
Für die World Series of Darts 2014 waren die Top 6 der PDC Order of Merit automatisch qualifiziert. Zudem waren jeweils zwei Wildcard-Spieler unter den Teilnehmern.
Die Top 6 der Order of Merit waren folgende Spieler:
1. Michael van Gerwen
2. Phil Taylor
3. Simon Whitlock
4. Adrian Lewis
5. Dave Chisnall
6. James Wade

Bei einigen Turnieren wurde Adrian Lewis aufgrund einer Absage durch Peter Wright ersetzt. Raymond van Barneveld erhielt zudem für jedes der Turniere eine Wildcard.

## Ergebnisse
| Nr. | Datum          | Event                   | Austragungsort                     | Sieger             | Ergebnis | Finalist           |
| --- | -------------- | ----------------------- | ---------------------------------- | ------------------ | -------- | ------------------ |
| 1   | 29.–30. Mai    | Dubai Darts Masters     | Dubai, Dubai Tennis Stadium        | Michael van Gerwen | 11 : 7   | Peter Wright       |
| 2   | 15.–16. August | Singapore Darts Masters | Singapur, Singapore Indoor Stadium | Michael van Gerwen | 11 : 8   | Simon Whitlock     |
| 3   | 22.–24. August | Perth Darts Masters     | Perth, HBF Stadium                 | Phil Taylor        | 11 : 9   | Michael van Gerwen |
| 4   | 28.–30. August | Sydney Darts Masters    | Sydney, Hordern Pavillon           | Phil Taylor        | 11 : 3   | Stephen Bunting    |

## Übertragung
Im deutschsprachigen Raum wurden die Veranstaltungen nicht im TV ausgestrahlt.
International wurden alle Spiele durch die PDC auf livepdc.tv übertragen.